# Arzbach (Bibers)
Der Arzbach ist ein nicht ganz 3 km langer Bach im Gemeindegebiet von Michelfeld im Landkreis Schwäbisch Hall im nordöstlichen Baden-Württemberg, der nach insgesamt etwa südwestlichem Lauf kurz vor dem Dorf Michelfeld von links in die mittlere Bibers mündet.

## Geographie

### Verlauf
Der Arzbach entsteht auf etwa 436 m ü. NHN im Waldgewann Hohlenstein, etwa einen Kilometer nördlich des Streiflesberg-Gipfels und wenig westlich und unterhalb des großen Waldsteigenbogens um seine Obertalmulde, auf dem das Rinnener Sträßle (K 2578) die Große Ebene erklimmt. Der obere, ungefähr südwärts laufende Abschnitt des Baches führt nur unbeständig Wasser und nimmt nach kaum 300 Metern von rechts und Nordwesten einen ebenfalls unbeständigen Bach auf, der nahe der oberen Hangkante zur Großen Ebene entsteht und von einem Wirtschaftsweg begleitet ist, welcher in der Folge dem Arzbach fast bis zur Mündung folgt.
Nachdem der Wanderweg vom Streiflesbergsattel zur Lemberghaus auf etwa 415 m ü. NHN über einen Steg den Bach gequert hat, wendet sich dieser nach Südwesten und hat von nun an recht beständig Durchfluss. Er passiert eine kleine Waldwiese am rechten Unterhang, schwenkt auf Südlauf, durchläuft gleich einen verlandenden Kleinteich und erreicht dann nach etwa der Hälfte seines Weges die Waldgrenze zwischen dem Westhang des Streiflesbergs und dem offenen Lohfeld am rechten Ufer. Er fließt in einen fast hektargroßen, von Gehölz umsäumten Stauweiher ein und tritt unter dem sich lichtenden linken Hang Rebstock nun ganz in die Flur aus, in der ihn aber weiterhin meist ein schmaler Gehölzstreifen begleitet.
Schon nach weiteren 300 Metern erreicht er die Ränder der an einer querenden Straße von Michelfeld nach Baierbach dicht aufgereihten Kleinweiler Forst (links) und Koppelinshof (rechts). Er schwenkt gleich danach unter dem etwas vom linken Ufer entfernt stehenden Gehöft Bürkhof auf Südwestlauf und mündet dann, nur etwa 200 Meter westlich vom Siedlungsrand Michelfelds selbst entfernt, auf 358,2 m ü. NHN von links in die hier südsüdöstlich fließende mittlere Bibers, von welcher 200 Meter weiter abwärts der Michelfelder Mühlkanal abzweigt.
Der Arzbach mündet nach einem 2,8 km langen Lauf mit mittlerem Sohlgefälle von etwa 28 ‰ rund 78 Höhenmeter unterhalb seines Ursprungs in der Hohlenstein-Mulde.

### Einzugsgebiet
Der Arzbach hat ein 2,4 km² großes Einzugsgebiet, das naturräumlich gesehen größtenteils im Unterraum Waldenburger Berge der Schwäbisch-Fränkischen Waldberge liegt und nur mit dem flacheren mündungsnahen Fluranteil auch im Unterraum Haller Bucht mit Rosengarten der Hohenloher und Haller Ebene. Der mit ca. 503 m ü. NHN höchste Punkt liegt an der nordöstlichen Wasserscheide im Wartwald dicht an der Stufenkante der Waldenburger Berge hinab zur Kupferzeller Ebene und Kocheneck bei Wackershofen. Von dort fällt die rechts das Tal begleitende, breite  Große Ebene langsam und stetig südwestwärts bis etwa 473 m ü. NHN nahe dem Lemberghaus ab, während linksseits die Wasserscheide von der Hochebene schnell zum Streiflesbergsattel auf ca. 437 m ü. NHN absteigt, wieder zum Streiflesberg selbst auf 491,6 m ü. NHN aufsteigt, um dann sehr schnell abzufallen. 
Reihum grenzen die Einzugsgebiete der folgenden Nachbargewässer an:
- Im Westen fließt jenseits der Großen Ebene der Wagrainbach zur Bibers oberhalb der Arzbach-Mündung;
- im Nordwesten liegt jenseits dieser Hochebene das Tal des Rinnener Bächles und seines linken Oberlaufs Rainbächle;
- im Nordosten fließen unterhalb der Stufenkante der Museumsbach und der Krautgartenbach zum Grundbach, dessen Abfluss über den Schmiedbach weit unterhalb der Bibers den Kocher speist;
- im Osten liegt jenseits des Streiflesbergs das Quellgebiet des Krummensteinbachs und seines Zuflusses Wiesensteinbach, deren Wasser über den Schleifbach etwas aufwärts des Schmiedbachs den Kocher erreicht;
- im Südosten läuft der Streifleswaldbach wenig abwärts des Arzbachs in den Michelfelder Mühlkanal neben der Bibers.

Das Einzugsgebiet ist größtenteils bewaldet, nur knapp ein Fünftel davon am Unterlauf ist offen mit Äckern und Wiesen. In diesem Teil liegen auch die wenigen und kleinen Siedlungsplätze, nämlich die Weiler Forst (links) und Koppelinshof (nur teilweise, rechts) sowie das Gehöft Bürkhof (links am Hang) der Gemeinde Michelfeld, welche das gesamte Einzugsgebiet umfasst; ihr namengebendes Dorf grenzt fast an. Insgesamt ist die Besiedlung gering.

### Zuflüsse und Seen
Liste der Zuflüsse und  Seen von der Quelle zur Mündung. Gewässerlänge, Seefläche, Einzugsgebiet und Höhe nach den entsprechenden Layern auf der Onlinekarte der LUBW. Andere Quellen für die Angaben sind vermerkt.
Ursprung des Arzbachs auf etwa 436 m ü. NHN im Waldgewann Hohlenstein nördlich des Streiflesberg-Gipfels und wenig westlich und unterhalb des großen Steigenbogens der K 2578 (Rinnener Sträßle) vom Streiflesberg-Sattel hinauf zur Großen Ebene.
- (Zufluss von der Großen Ebene), von rechts und Nordwesten auf etwa 218 m ü. NHN am Eintritt eines Waldweges in die Talmulde, ca. 0,4 km und ca. 0,3 km². Entsteht auf etwa 470 m ü. NHN wenig unterhalb der Hangkante der Großen Ebene. Der Arzbach bis zu diesem Zufluss ist erst ca. 0,3 km lang, hat aber ein ca. 0,5 km² großes Teileinzugsgebiet.
- Durchfließt auf etwa 386 m ü. NHN einen Kleinteich kurz vor der offenen Flur, deutlich unter 0,1 ha.
- Durchfließt auf etwa 373 m ü. NHN einen Stauweiher etwa 0,3 km nördlich von Bürkhof, 0,9 ha.

Mündung des Arzbachs von links und Nordosten auf 358,2 m ü. NHN ca. 0,2 km westlich der Michelfelder Siedlung um den Pappelring in die mittlere Bibers, etwa ebensoweit oberhalb des Abgangs des Michelfelder Mühlkanals von der Bibers. Der Arzbach ist 2,8 km lang und hat ein 2,4 km² großes Einzugsgebiet.

## Geologie
Das Einzugsgebiet des Arzbachs liegt zur Gänze im Mittelkeuper. Höchste auftretende Schicht ist der Kieselsandstein (Hassberge-Formation), der die Verbenungsflächen des Wartwaldes im Nordosten und die Große Ebene rechts über dem Tal bedeckt. Zu linken ist die Ausdehnung dieser Schicht durch die Kerbe des Streiflesberg-Sattels unterbrochen, auf dessen südwestlicher Seite er dann als kleine Schichtinsel auf dem Streiflesberg-Gipfel wieder auftritt. An den oberen Hängen darunter streichen die Unteren Bunten Mergel (Steigerwald-Formation) aus, gefolgt von einem Streifen von Schilfsandstein (Stuttgart-Formation). Im größeren tieferen Anteil des Einzugsgebietes steht überall der Gipskeuper (Grabfeld-Formation) an.
Der Bach entsteht im Grenzbereich des Schilfsandsteins zum Gipskeuper, sein höher entspringender rechter Oberlauf-Zufluss im Grenzbereich des Kieselsandsteins zu den Unteren Bunten Mergeln. Auf dem Talgrund liegt schon recht früh ein Band aus umgelagerten Material. Zwischen dem großen Unterlaufweiher und den zwei tangierten Weilern von Michelfeld tritt der Bach in die breite Auenlehmzone um die Bibers ein.

## Natur und Schutzgebiete
Der im Wald recht naturnahe Arzbach fällt dort zuoberst oft trocken, seine etwa einen Meter breite, meist sandige oder steinige, seltener mit gröberem Gestein bedeckte Sohle mäandriert leicht und ist teilweise steil eingeschnitten. Das Bett wird bis zu drei Metern breit. Von den Hangfüßen her speisen einige kleine Sickerquellen den Bach. Im Kleinteich kurz vor dem Waldaustritt wachsen Schwertlilien und Rohrkolben, er ist vom Einflussbereich her schon stark verlandet und entwässert über einen Mönch aus Beton in den weiteren Arzbach.
Der deutlich größere Stauweiher danach in der Flur ist von einem schmalen Feldgehölz mit Überstehern umringt, das nur an der Dammseite im Süden etwas lückenhaft ist. Unterhalb des Dammes setzt sich eine Gehölzgalerie am Bach aus Schwarzerlen, Weiden und Eschen, nur kurz unterbrochen an der querenden Straße bei Forst und Koppelinshof, fort bis zur Mündung. Der Lauf in der offenen Flur ist geradliniger als im Wald, ein bis zwei Meter breit und bis einen Meter eingetieft, zeigt Uferabbrüche, woanders aber auch flache Ufer.
Die offene Flur am Unterlauf etwa vom Waldsaum bis zur Straße Michelfeld–Baierbach liegt im Landschaftsschutzgebiet Oberes Biberstal einschließlich Randgebieten, der obere Nordwesthang des Streiflesbergs im Wald im Landschaftsschutzgebiet Ostabfall der Waldenburger Berge mit Streiflesberg, Streifleswald und angrenzenden Gebietsteilen. Das gesamte Einzugsgebiet liegt im Naturpark Schwäbisch-Fränkischer Wald.

### LUBW
Amtliche Online-Gewässerkarte mit passendem Ausschnitt und den hier benutzten Layern: Lauf und Einzugsgebiet des Arzbachs

Allgemeiner Einstieg ohne Voreinstellungen und Layer: Daten- und Kartendienst der Landesanstalt für Umwelt Baden-Württemberg (LUBW) (Hinweise)
1. 1 2 3 4 5  Höhe nach dem Höhenlinienbild auf dem Hintergrundlayer Topographische Karte.
2. 1 2 3  Höhe nach grauer Beschriftung auf dem Hintergrundlayer Topographische Karte.
3. 1 2  Länge nach dem Layer Gewässernetz (AWGN).
4. 1 2  Einzugsgebiet nach dem Layer Basiseinzugsgebiet (AWGN).
5. ↑  Länge abgemessen auf dem Hintergrundlayer Topographische Karte.
6. ↑  Seefläche nach dem Layer Stehende Gewässer.
7. ↑  Einzugsgebiet abgemessen auf dem Hintergrundlayer Topographische Karte.
8. ↑  Schutzgebiete nach den einschlägigen Layern, Natur teilweise nach dem Layer Biotop.

### Andere Belege
1. ↑  Abfluss-BW - Daten und Karten
2. ↑  Wolf-Dieter Sick: Geographische Landesaufnahme: Die naturräumlichen Einheiten auf Blatt 162 Rothenburg o. d. Tauber. Bundesanstalt für Landeskunde, Bad Godesberg 1962. → Online-Karte (PDF; 4,7 MB)
3. ↑  Geologie nach den Layern zu Geologische Karte 1:50.000 auf: Mapserver des Landesamtes für Geologie, Rohstoffe und Bergbau (LGRB) (Hinweise). Ein ähnliches Bild bietet die unter → Literatur aufgeführte geologische Karte.